# Estádio Rommel Fernández
O Estádio Rommel Fernández (em castelhano: Estadio Rommel Fernández) é um estádio multiuso localizado na Cidade do Panamá, capital do Panamá. Inaugurado em 6 de fevereiro de 1970, foi originalmente projetado para sediar os Jogos Centro-Americanos e do Caribe de 1970. É o maior estádio do país em capacidade de público, sendo oficialmente a casa onde a Seleção Panamenha de Futebol manda suas partidas amistosas e oficiais. Além disso, o Plaza Amador e o Tauro FC, clubes da capital, também mandam seus jogos oficiais por competições nacionais e continentais no estádio. Atualmente, sua capacidade máxima é de 32 000 espectadores.

## Histórico

### Mudança de nome
Originalmente denominado Estádio Revolução (em castelhano: Estadio Revolución), passou a adotar sua atual denominação em 1993 como forma de render homenagem à Rommel Fernández, futebolista panamenho que morreu em um acidente rodoviário ocorrido em 6 de maio de 1993 na cidade de Albacete, na Espanha.

### Remodelação
Entre 2006 e 2010, o estádio foi totalmente remodelado, tendo seu formato e sua fachada externa sido totalmente modificadas. Também houve expansão da capacidade de público, que passou de 22 000 para 32 000 pessoas, instalação de um telão gigante e de uma nova pista de atletismo e a implementação de um moderno sistema de refrigeração em todos os setores do estádio.[carece de fontes?]